# Mudrey Cirque
Der Mudrey Cirque ist ein Bergkessel im ostantarktischen Viktorialand. Im südlichen Teil der Asgard Range liegt er zwischen dem Northwest Mountain und dem West Groin.
Das Advisory Committee on Antarctic Names benannte ihn 1976 nach Michael George Mudrey Jr. (* 1945), Geologe des United States Antarctic Research Program beim Bohrprojekt in den Antarktischen Trockentälern zwischen 1972 und 1975.